# Kawamura Kiyoo
Kawamura Kiyoo (川村清雄) (1852–1934) est un artiste yō-ga japonais.

## Biographie
Né à Edo en 1852, il commence enfant à étudier la peinture sous la direction de Sumiyoshi Naiki (住吉内記) , avant de déménager à Osaka à la suite de la nomination de son grand-père comme bugyō (magistrat) dans cette ville. Il poursuit sa formation auprès de Tanomura Chokunyū (田能村直入) . Après son retour à Edo, il étudie un temps avec Haruki Nanmei (春木南溟)  avant d'apprendre la peinture yō-ga auprès de Kawakami Tōgai (川上冬崖), vers 1868.
Parrainé par Katsu Kaishū et avec le soutien du clan Tokugawa, il part étudier le droit et la politique en Amérique en 1871, et il voyage l'année suivante en France et en Italie. À Venise, il s'oriente vers l'étude de la peinture. De retour au Japon en 1881, il travaille pour l'imprimerie du ministère des Finances avant d'en démissionner à la suite d'un désaccord et d'ouvrir une école de peinture à Kōjimachi. 
En 1889, il participe à la formation de la Meiji Bijutsukai (明治美術会), la première association d'art domestique à défendre la peinture de style occidental. En moins d'une décennie, l'association est éclipsée par la Hakubakai (白馬会)  de Kuroda Seiki.
Il meurt à Tenri en 1934.

## Style
Kawamura peint souvent à l'huile dans un style occidental sur des supports japonais traditionnels comme la soie et le bois,,.

Quelques œuvres.
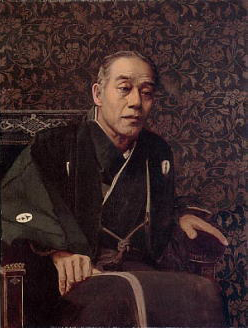
Fukuzawa Yukichi.
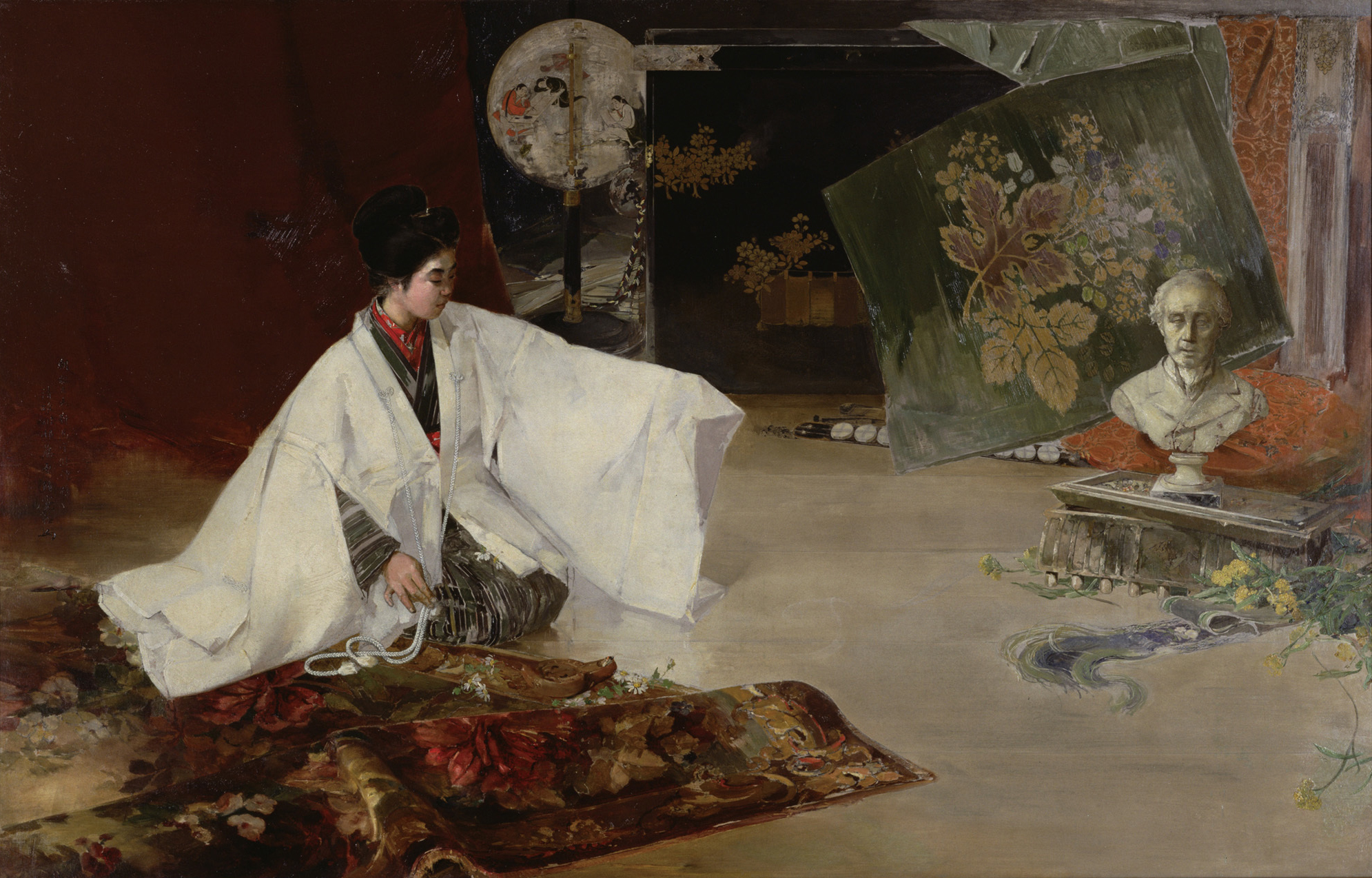
Dépoussiérage d'été.
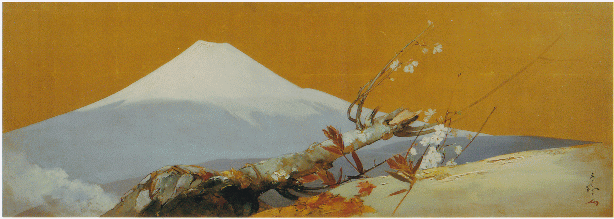
Mont Fuji et cerisiers.
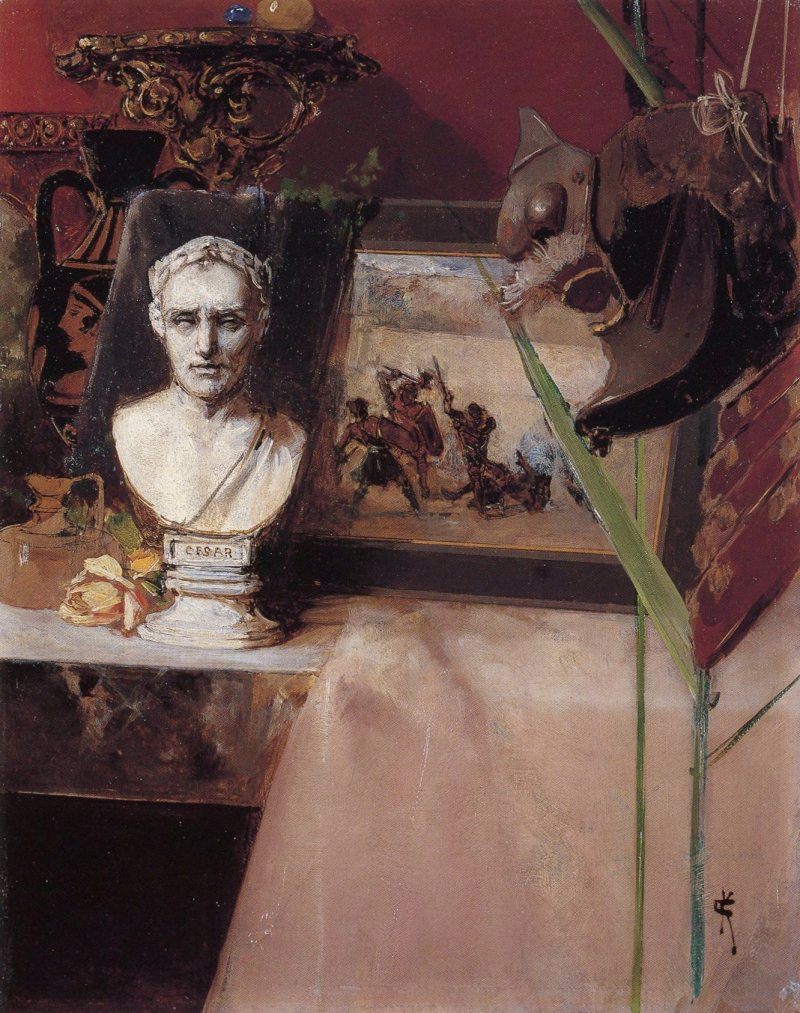
Nature morte intérieure.